# Prințul Francis Joseph de Battenberg
Prințul Francis Joseph de Battenberg, de asemenea, cunoscut drept Prințul Franz Joseph de Battenberg, (24 septembrie 1861 – 31 iulie 1924), a fost cel mai mic fiu al Prințului Alexandru de Hesse și Rin și a soției morganatice a acestuia, Contesa Julia Hauke.

## Biografie
La un moment dat a fost luat în considerare pentru tronul Bulgariei însă în cele din urmă, pe tron a ajuns fratelui său mai mare, Alexandru.
Francis Joseph și-a urmat fratele în Bulgaria unde a servit drept colonel în cavaleria bulgară.
În 1894 a cerut-o de soție pe Consuelo Vanderbilt care l-a refuzat pe loc. La 18 mai 1897 s-a căsătorit cu Prințesa Ana de Muntenegru, a cincea fiică a regelui Nicolae I de Muntenegru. Din căsătorie nu au rezultat copii.